# Helmut Berve
Helmut Berve (* 22. Januar 1896 in Breslau; † 6. April 1979 in Hechendorf am Pilsensee) war ein deutscher Althistoriker, dessen Werk von bis heute bedeutenden Forschungsleistungen ebenso geprägt ist wie von seiner nationalsozialistischen Weltanschauung. Er lehrte an den Universitäten Leipzig (1927–1943), München (1943–1945 und 1949–1954) und Erlangen (1954–1962).

## Leben
Helmut Berve, als Sohn des westfälischen Bankiers Emil Berve in Breslau geboren, machte 1914 am Elisabet-Gymnasium seiner Heimatstadt Abitur und reiste anschließend nach Italien. Als Freiwilliger trat er dem IV. Husarenregiment bei und leistete bis 1916 Kriegsdienst. Nach seiner Entlassung aus Krankheitsgründen studierte er ab 1916 Geschichte, Klassische Philologie, Klassische Archäologie und Kunstgeschichte an der Universität Breslau, unter anderen bei Conrad Cichorius, Walter Otto und Ernst Kornemann. Nach dem Ende des Ersten Weltkriegs wechselte er an die Universitäten Marburg und Freiburg im Breisgau, im Sommersemester 1921 schließlich an die Universität München, an der er noch im Juli 1921 bei Walter Otto zum Dr. phil. promoviert wurde.
Nach einem Semester an der Universität zu Berlin kehrte Berve nach München zurück und habilitierte sich dort 1924 mit prosopographischen Untersuchungen zum Hellenismus. Zwei Jahre später publizierte er sein auf der Habilitationsschrift aufbauendes, zweibändiges Werk Das Alexanderreich auf prosopographischer Grundlage. Während er im ersten Band unterschiedliche Aspekte der Herrschaft Alexanders des Großen untersuchte, erweiterte er im zweiten Band die prosopographischen Studien auf alle Personen im Umfeld des makedonischen Königs. Das Werk gilt heute noch als unverzichtbare Grundlagenforschung. 1927 folgte Berve einem Ruf auf den Lehrstuhl für Geschichte an die Universität Leipzig, wo Franz Hampl, Alfred Heuß, Wilhelm Hoffmann, Hans Rudolph und Hans Schaefer zu seinen Studenten zählten und sich bei ihm habilitierten.
Berve lehnte die Universalgeschichte im Stil Eduard Meyers ab und befürwortete stattdessen persönliche Einfühlung in bedeutende Persönlichkeiten („intuitive Schau“) sowie Volks- und Stammesgeschichte. Zum 1. Mai 1933 trat er der NSDAP bei (Mitgliedsnummer 2.993.157). Noch im selben Jahr wurde er zum Dekan der Philosophischen Fakultät in Leipzig berufen. Im November 1933 unterzeichnete er das Bekenntnis der deutschen Professoren zu Adolf Hitler. Von 1940 bis 1943 fungierte er als Rektor der Universität Leipzig. Gemeinsam mit Joseph Vogt leitete er außerdem den „altertumswissenschaftlichen Kriegseinsatz“, wofür sie unter anderem die Sammelbände Das neue Bild der Antike und Rom und Karthago herausgaben. Seit 1934 war Berve Mitherausgeber der Zeitschrift Hermes.
1943 nahm Berve einen Ruf nach München als Nachfolger seines verstorbenen Lehrers Walter Otto an. Seine Berufung war aber einige Zeit zwischen der Universität und dem NS-Dozentenbund umstritten. Insbesondere Reichsdozentenführer Walther Schultze setzte sich für die seiner Ansicht nach wissenschaftlich und weltanschaulich geeigneteren Fritz Schachermeyr und Franz Miltner ein. Stefan Rebenich konstatiert, dass Berve zwar dem Amt Rosenberg als unerwünscht galt und Gegner im Münchner Dozentenbund hatte, aber zugleich in Heinrich Harmjanz einen einflussreichen Gönner im Reichsministerium für Wissenschaft, Erziehung und Volksbildung besaß, der seine Berufung schließlich durchsetzte. Berve sei also, so Rebenich, von der Rivalität unterschiedlicher Institutionen im nationalsozialistischen Wissenschaftsbetrieb betroffen gewesen, habe danach aber erfolgreich die traditionelle personalpolitische Autonomie der Hochschule gegen parteipolitische Infiltration verteidigt. Am 6. Februar 1943 heiratete er in zweiter Ehe seine Schülerin Anna Elisabeth Glauning (1910–1987), die 1936 bei ihm promoviert worden war.
Zwischen 1933 und 1945 propagierte Berve in zahlreichen Schriften die Einbindung der Altertumswissenschaften in das nationalsozialistische Weltbild. In seiner Forschung idealisierte Berve so zum Beispiel die „arische“ Kriegergemeinschaft Spartas und scheute auch vor rassistischen Ansätzen und der Betrachtung des Herrentums des antiken Adels nicht zurück. Besonders deutlich wurde seine Nähe zum nationalsozialistischen Weltbild in seinen Betrachtungen zur vermeintlichen „Verschmelzungspolitik“ Alexanders des Großen.
Infolge seiner politischen Vergangenheit als Anhänger des Nationalsozialismus wurde Berve nach Ende des Zweiten Weltkriegs im Dezember 1945 durch die amerikanische Militärregierung aus dem Hochschuldienst entlassen. In der Sowjetischen Besatzungszone wurden seine Schriften Thukydides (1938) und Imperium Romanum (1943) auf die Liste der auszusondernden Literatur gesetzt. Berve ist jedoch ein besonders prominentes Beispiel für die zahlreichen aufgrund ihrer Rolle während der NS-Zeit hochbelasteten Wissenschaftler, die ihre Karriere nach 1945 mehr oder weniger ungehindert fortsetzen konnten, ohne sich je eindeutig von ihrer Vergangenheit distanziert zu haben. Im März 1948 wurde er zwar in einem Spruchkammerverfahren als „Aktivist“ und „belastet“ eingestuft, erreichte aber im Juli desselben Jahres in einem Revisionsverfahren seine Einstufung als „Mitläufer“. Er wurde im Februar 1949 wieder in die Bayerische Akademie der Wissenschaften aufgenommen und erhielt im Mai 1949 seine Venia legendi zurück. Da sein früherer Lehrstuhl inzwischen mit Alexander Schenk Graf von Stauffenberg besetzt war, wurde Berve zum außerplanmäßigen Professor ernannt und lehrte in den folgenden Jahren in München sowie an der Philosophisch-Theologischen Hochschule in Regensburg.
1954 erhielt Berve abermals einen Ruf als Professor für Alte Geschichte, diesmal an die Universität Erlangen, wo unter anderen Peter Robert Franke, Franz Kiechle, Edmund Buchner, Eckart Olshausen und Michael Wörrle bei ihm studierten. Noch 1950/1951 publizierte er in zweiter nur geringfügig revidierter Auflage seine von der Rassenideologie geprägte Griechische Geschichte (Erstausgabe 1931–1933). Seine NS-Belastung war auch kein Hinderungsgrund, ihn zum Vorsitzenden der Kommission für Alte Geschichte und Epigraphik des Deutschen Archäologischen Instituts zu ernennen, der wohl einflussreichsten Forschungsinstitution der Alten Geschichte in Deutschland. Dieses Amt bekleidete er von 1960 bis 1967.
Die hohe wissenschaftliche Qualität gerade seiner jüngeren Arbeiten wurde auch von Kritikern anerkannt. Berve erhielt daher ungeachtet seiner allgemein bekannten NS-Vergangenheit zahlreiche akademische Ehrungen, war Ehrendoktor der Universität Athen, ordentliches Mitglied der Bayerischen Akademie der Wissenschaften und korrespondierendes Mitglied der Akademie der Wissenschaften und der Literatur in Mainz. Obwohl besonders seine früheren Arbeiten heute aufgrund seiner Sympathie für den Nationalsozialismus sehr kritisch gesehen werden, enthalten sie doch zugleich auch wichtige, noch immer gültige Erkenntnisse, und sein 1967 veröffentlichtes zweibändiges Handbuch zur Tyrannis bei den Griechen gilt ebenso wie Das Alexanderreich auf prosopographischer Grundlage nach wie vor (mit gewissen Einschränkungen) als grundlegendes Standardwerk zu diesem Thema.

## Schriften (Auswahl)
- Das Alexanderreich auf prosopographischer Grundlage. 2 Bände (Bd. 1: Darstellung. Bd. 2: Prosopographie). Beck, München 1926 (Reprint von 1973 online).
- Griechische Geschichte (= Geschichte der führenden Völker. Bände 4–5, ZDB-ID 974414-9). 2 Bände (Bd. 1: Von den Anfängen bis Perikles. Bd. 2: Von Perikles bis zur politischen Auflösung). Herder, Freiburg (Breisgau) 1931–1933 (mehrere Auflagen).
- Antike und nationalsozialistischer Staat. In: Vergangenheit und Gegenwart 24, 1934, Heft 5, S. 257–272.
- Die Erfüllung des Reiches. In: Wille und Macht 2, 1934, Heft 5/6, S. 4–9.
- Kaiser Augustus (= Insel-Bücherei. Bd. 444). Insel-Verlag, Leipzig 1934 (online).
- Sparta (= Meyers kleine Handbücher. Bd. 7, ZDB-ID 991000-1). Bibliographisches Institut, Leipzig 1937.
- Miltiades. Studien zur Geschichte des Mannes und seiner Zeit (= Hermes. Einzelschriften. Bd. 2). Weidmann, Berlin 1937 (online).
- Thukydides (= Auf dem Wege zum nationalpolitischen Gymnasium. Heft 5, ZDB-ID 1008974-3). Diesterweg, Frankfurt am Main 1938 (online).
- Perikles (= Leipziger Universitätsreden. Heft 2). Johann Ambrosius Barth, Leipzig 1940 (Antrittsrede, gehalten am 10. Februar 1940 anlässlich der Übernahme des Rektorats an der Universität Leipzig) (online).
- Imperium Romanum (= Schriftenreihe der Deutsch-Italienischen Gesellschaft Leipzig. Nr. 1). Koehler & Amelang, Leipzig 1942 (online).
- Vorwort. In: Helmut Berve (Hrsg.): Das neue Bild der Antike. Bd. 1: Hellas, Koehler & Amelang, Leipzig 1942, S. 5–12.
- Dion (= Abhandlungen der geistes- und sozialwissenschaftlichen Klasse der Akademie der Wissenschaften und der Literatur in Mainz. Jahrgang 1956, Nr. 10). Steiner, Wiesbaden 1957.
- Gestaltende Kräfte der Antike. Aufsätze zur griechischen und römischen Geschichte. Beck, München 1949; 2. Auflage, ebenda 1966.
- Die Tyrannis bei den Griechen. 2 Bände (Bd. 1: Darstellung. Bd. 2: Anmerkungen). Beck, München 1967.